# Slovénie au Concours Eurovision de la chanson 2015
La Slovénie a annoncé en 2014 sa participation au Concours Eurovision de la chanson 2015 à Vienne, en Autriche. Le pays est représenté par le groupe Maraaya, et sa chanson Here for you, sélectionnés lors de la finale nationale EMA 2015.

## Sélection

### Format
La sélection se déroule en une soirée, présentée par trois anciennes représentantes de la Slovénie — Darja Švajger, Maja Keuc et Tinkara Kovač —, et réunit huit participants. Dans un premier temps, les huit participants interprètent leur chanson. Les présentatrices, agissant alors comme un jury de professionnelles, sélectionnent alors deux d'entre eux pour la superfinale. Lors de celle-ci le télévote sélectionne le représentant de la Slovénie pour l'Eurovision 2015.

### Émission
| Ordre | Artiste              | Chanson             |
| ----- | -------------------- | ------------------- |
| 1     | Alya & Neno Belan    | Misunderstandings   |
| 2     | Tim Kores            | Once Too Many Times |
| 3     | Jana Šušteršič       | Glas srca           |
| 4     | I.C.E.               | Vse mogoče          |
| 5     | Clemens              | Mava to             |
| 6     | Maraaya              | Here For You        |
| 7     | Rudi Bučar En Figoni | Šaltinka            |
| 8     | Martina Majerle      | Alive               |

| Ordre | Artiste              | Chanson      | Télévote |
| ----- | -------------------- | ------------ | -------- |
| 1     | Maraaya              | Here for You | 7 311    |
| 2     | Rudi Bučar En Figoni | Šaltinka     | 5 449    |

La sélection est remportée par le duo Maraaya et leur chanson Here for you.

## À l'Eurovision
La Slovénie a participé à la seconde demi-finale, le 21 mai 2015. Y terminant 5e avec 92 points, le pays se qualifie pour la finale du 23 mai 2015, où il termine à la 14e place avec 39 points.